# Нотиопрогонии
Нотиопрогонии (лат. Notioprogonia) — подотряд млекопитающих из вымершего отряда нотоунгулят, состоящий из семейств Henricosborniidae and Notostylopidae.
Нотиопрогонии включают в себя наиболее примитивных копытных, и Cifelli (1993) утверждал, что данная группа является парафилетической, поскольку включает в себя предков остальных подотрядов. Нотиопрогонии — это не естественная группа, а совокупность примитивных нотоунгулят. Два семейства, упомянутые выше, не принадлежат к каким-либо другим кладам.

## Описание
Henricosborniidae, такие как Henricosbornia и Othnielmarshia из позднего палеоцена (итаборайско-казамайорский возраст согласно региональной шкале), обладают генерализованными зубами с низкой коронкой и в отношении зубов наиболее примитивными нотоунгулятами, скорее всего, находящимися недалеко от истоков всех остальных нотунгулят. Simpsonotus, также из позднего палеоцена и геологически древнейшее копытное, — единственный представитель семейства, у которог известен череп. У него отсутствуют эпитимпанальный синус и барабанный гребень — слуховые специализации, которые считаются синапоморфными для нотоунгулят. Это позволяет предположить, что данные особенности развились внутри отряда. В то же время передний зубной ряд Simpsonotus, видимо, является производным, что позволяет предположить, что он был представлен расходящимися линиями.
Notostylopidae, такие как казамайорские Notostylops и Boreastylops, являются немного более производными, чем Henricosborniidae. Их зубы делают внешне похожи на зубы ранних приматоподобных (неюжноамериканских) млекопитающих, таких как Plesiadapis.
Arctostylopidae — семейство, известное из северного полушария — ранее включалось в подотряд нотиопрогоний, но в настоящее время считается, что их сходство с нотоунгулятами является конвергентным. Симпсон в 1934 году включил Arctostylopidae, когда впервые описал нотиопрогоний, и пояснил:

«Таким образом, подотряд Notioprogonia назван и определён для решения данной проблемы. Создание этого четвёртого подотряда значительно облегчает дифференциацию трёх других и делает возможным упорядочение всех хорошо известных копытных, относительно свободное от аномалий и путаницы. Подотряд в значительной степени, но не полностью, определяется по примитивным и отрицательным признакам. Это не обязательно делает группу менее различимой, даже вербальной, поскольку она не содержит сильно аберрантные формы, которые должны рассматриваться как исключительные, и поскольку другие группы не содержат хорошо известные формы, которые легко спутать с нотиопрогониями.»
Оригинальный текст (англ.)The Suborder Notioprogonia is, therefore, named and defined to solve the present problem. The creation of this fourth suborder makes the differentiation of the other three much easier and renders it possible to make an arrangement of all the adequately known notoungulates which is relatively free of anomalies and confusion. The suborder is largely, but not exclusively, defined on primitive and negative characters. This does not necessarily make the group less distinctive, even verbally, since it includes no strongly aberrant forms which need to be considered as exceptional within it and since the other groups include no adequately known forms which are readily confused with notioprogonians.

## Классификация
- †Семейство Henricosborniidae
  - †Henricosbornia
  - †Othnielmarshia
  - †Peripantostylops
  - †Simpsonotus
- †Семейство Notostylopidae
  - †Anastylops
  - †Boreastylops
  - †Edvardotrouessartia
  - †Homalostylops
  - †Notostylops
  - †Otrhonia
  - †Parastylops
- Incertae sedis
  - †Satshatemnus
  - †Seudenius